# Stazione di Carovigno
Stazione di Carovigno vasútállomás Olaszországban, Puglia régióban, Carovigno településen.

## Vasútvonalak
Az állomást az alábbi vasútvonalak érintik:
- Ancona–Lecce-vasútvonal

## Kapcsolódó állomások
A vasútállomáshoz az alábbi állomások vannak a legközelebb: 
- Stazione di Ostuni
- Stazione di San Vito dei Normanni